# Área de Relevante Interesse Ecológico Ilha Ameixal
A Área de Relevante Interesse Ecológico Ilha Ameixal está localizada no estado de São Paulo na região sudeste do Brasil. O bioma predominante é o da Mata Atlântica.